# Gymnophora lacertosa
Gymnophora lacertosa är en tvåvingeart som beskrevs av Brown 1987. Gymnophora lacertosa ingår i släktet Gymnophora och familjen puckelflugor.
Artens utbredningsområde är Ecuador. Inga underarter finns listade i Catalogue of Life.